# Aïn Benian
'Aïn Benian är en ort i Algeriet. Den ligger i provinsen Alger, i den norra delen av landet, 12 km nordväst om huvudstaden Alger. 'Aïn Benian ligger 30 meter över havet och antalet invånare är 31 102.
Terrängen runt 'Aïn Benian är huvudsakligen platt, men österut är den kuperad. Havet är nära 'Aïn Benian åt nordväst. Runt 'Aïn Benian är det ganska tätbefolkat, med 166 invånare per kvadratkilometer. Närmaste större samhälle är Alger, 12 km sydost om 'Aïn Benian. Trakten runt 'Aïn Benian består till största delen av jordbruksmark.